# Rąkcice
Rąkcice (prononciation : [rɔŋkˈt͡ɕit͡sɛ]) est un village polonais de la gmina de Mała Wieś dans le powiat de Płock de la voïvodie de Mazovie dans le centre-est de la Pologne.
Il se situe à environ 33 kilomètres à l'est de Płock (siège du powiat) et à 65 kilomètres au nord-ouest de Varsovie (capitale de la Pologne).
Le village compte approximativement une population de 37 habitants en 2013.

## Histoire
De 1975 à 1998, le village appartenait administrativement à la voïvodie de Płock.